# Martinengo
Martinengo é uma comuna italiana da região da Lombardia, província de Bérgamo, com cerca de 8.545 habitantes. Estende-se por uma área de 21 km², tendo uma densidade populacional de 407 hab/km². Faz fronteira com Cividate al Piano, Cologno al Serio, Cortenuova, Ghisalba, Morengo, Mornico al Serio, Palosco, Romano di Lombardia.

## Demografia
| Variação demográfica do município entre 1861 e 2011                               |
|                                                                                   |
| Fonte: Istituto Nazionale di Statistica (ISTAT) - Elaboração gráfica da Wikipedia |